# Pasir Putih (Tukak Sadai)
Pasir Putih is een bestuurslaag in het regentschap Bangka Selatan van de provincie Bangka-Belitung, Indonesië. Pasir Putih telt 3298 inwoners (volkstelling 2010).